# Canadian Soccer League 1991
La Canadian Soccer League 1991 (CSL) fue la quinta edición de la máxima división del fútbol en Canadá. Los Vancouver 86ers lograron su cuarto torneo luego de vencer en la final por 5-3 al Toronto Blizzard.

## Equipos participantes
- Hamilton Steelers
- Kitchener Kickers (Anteriormente como los Kitchener Spirit)
- Montreal Supra
- North York Rockets
- Nova Scotia Clippers (Nuevo equipo)
- Toronto Blizzard
- Vancouver 86ers
- Winnipeg Fury

### Equipos retirados
- Edmonton Brick Men (Cierre de operaciones)
- London Lasers (Retiro de manera temporal)
- Ottawa Intrepid (Cierre de operaciones)
- Victoria Vistas (Cierre de operaciones)

## Tabla de posiciones
|  | Pos. | Equipos              | PJ | G  | E | P  | GF | GC | Dif. | Pts. |
|  | ---- | -------------------- | -- | -- | - | -- | -- | -- | ---- | ---- |
|  | 1    | Vancouver 86ers      | 28 | 20 | 4 | 4  | 69 | 31 | +38  | 64   |
|  | 2    | Toronto Blizzard     | 28 | 14 | 6 | 8  | 57 | 33 | +24  | 48   |
|  | 3    | North York Rockets   | 28 | 13 | 9 | 6  | 50 | 36 | +14  | 48   |
|  | 4    | Hamilton Steelers    | 28 | 14 | 4 | 10 | 42 | 38 | +4   | 46   |
|  | 5    | Montreal Supra       | 28 | 11 | 7 | 10 | 41 | 38 | +3   | 40   |
|  | 6    | Nova Scotia Clippers | 28 | 7  | 7 | 14 | 29 | 53 | -24  | 28   |
|  | 7    | Kitchener Kickers    | 28 | 4  | 7 | 17 | 28 | 56 | -28  | 19   |
|  | 8    | Winnipeg Fury        | 28 | 4  | 6 | 18 | 26 | 57 | -31  | 18   |

|  | Semifinales      |
|  | Cuartos de final |

## Fase final

### Cuartos de final
|                    | Resultado global |                      | Ida | Vuelta | Desempate |
| ------------------ | ---------------- | -------------------- | --- | ------ | --------- |
| Hamilton Steelers  | 5 - 3            | Montreal Supra       | 0-3 | 4-0    | 1-0       |
| North York Rockets | 9 - 1            | Nova Scotia Clippers | 4-0 | 5-1    | -         |

### Semifinales
|                  | Resultado global |                    | Ida | Vuelta | Desempate |
| ---------------- | ---------------- | ------------------ | --- | ------ | --------- |
| Vancouver 86ers  | 3 - 2            | Hamilton Steelers  | 1-1 | 2-1    | -         |
| Toronto Blizzard | 4 - 2            | North York Rockets | 2-0 | 1-2    | 1-0       |

### Final
|                 | Resultado |                  |
| --------------- | --------- | ---------------- |
| Vancouver 86ers | 5 - 3     | Toronto Blizzard |

| Bandera de Canadá                 |
| Campeón Vancouver 86ers 4° título |

## Goleadores
| Jugador         | Equipo             | Goles |
| --------------- | ------------------ | ----- |
| Domenic Mobilio | Vancouver 86ers    | 25    |
| Eddy Berdusco   | North York Rockets | 14    |
| John Berti      | Winnipeg Fury      | 12    |